# Marius Gersbeck
Marius Gersbeck (Berlino, 20 giugno 1995) è un calciatore tedesco, portiere dell'Hertha Berlino.

## Palmarès

### Club

#### Competizioni nazionali
- Campionato tedesco di seconda divisione: 1

Hertha Berlino: 2012-2013